# Cantonul Loches
Cantonul Loches este un canton din arondismentul Loches, departamentul Indre-et-Loire, regiunea Centru, Franța.

## Comune
| Comune                    | Populație (1999) | Cod poștal | Cod INSEE |
| ------------------------- | ---------------- | ---------- | --------- |
| Azay-sur-Indre            | 379 hab.         | 37310      | 37 016    |
| Beaulieu-lès-Loches       | 1.686 hab.       | 37600      | 37 020    |
| Bridoré                   | 500 hab.         | 37600      | 37 039    |
| Chambourg-sur-Indre       | 1.283 hab.       | 37310      | 37 049    |
| Chanceaux-près-Loches     | 150 hab.         | 37600      | 37 053    |
| Chédigny                  | 529 hab.         | 37310      | 37 066    |
| Dolus-le-Sec              | 637 hab.         | 37310      | 37 097    |
| Ferrière-sur-Beaulieu     | 643 hab.         | 37600      | 37 108    |
| Loches                    | 6.486 hab.       | 37600      | 37 132    |
| Perrusson                 | 1.512 hab.       | 37600      | 37 183    |
| Reignac-sur-Indre         | 1.186 hab.       | 37310      | 37 192    |
| Saint-Bauld               | 194 hab.         | 37310      | 37 209    |
| Saint-Hippolyte           | 553 hab.         | 37600      | 37 221    |
| Saint-Jean-Saint-Germain  | 676 hab.         | 37600      | 37 222    |
| Saint-Quentin-sur-Indrois | 425 hab.         | 37310      | 37 234    |
| Sennevières               | 226 hab.         | 37600      | 37 246    |
| Tauxigny                  | 1.220 hab.       | 37310      | 37 254    |
| Verneuil-sur-Indre        | 504 hab.         | 37600      | 37 269    |